# Литвяк, Лидия Владимировна
Ли́дия (Лилия) Влади́мировна Литвя́к (18 августа 1921 — 1 августа 1943) — советская лётчица-ас истребительной авиации, командир авиационного звена, гвардии младший лейтенант, самая результативная женщина-пилот Второй мировой войны, Герой Советского Союза (5.05.1990, посмертно). Известна по прозвищу «Белая Лилия». Член ВЛКСМ. Погибла в возрасте неполных 22 лет в бою над Миус-фронтом. Посмертно была дважды повышена в звании — до лейтенанта в 1943 году и до старшего лейтенанта в 1990 году.

## Биография
Лидия (Лиля) Литвяк родилась в Москве 18 августа 1921 года. Дочь рабочего-железнодорожника (считается что отец был расстрелян в 1937 году как «враг народа», но документальных подтверждений этого факта не предоставлено). С 1938 года была членом ВЛКСМ.
С 14 лет занималась в Кировском районном аэроклубе Москвы. В пятнадцать лет она уже совершила свой первый самостоятельный полет. Окончила курсы геологов и некоторое время работала по специальности, но затем вернулась к профессии лётчика. После окончания Херсонской авиационной школы лётчиков-инструкторов работала в Калининском аэроклубе Осоавиахима. Подготовила 5 выпусков курсантов (45 лётчиков).
Была призвана в армию Коминтерновским РВК Москвы в октябре 1941 года. В 1942 году была зачислена в 586-й истребительный авиационный полк ПВО («женский авиаполк»), входивший в состав 144-й истребительной авиационной дивизии ПВО Саратовско-Балашовского дивизионного района ПВО, приписав недостающие 100 часов налёта. Освоила истребитель Як-1. Первый боевой вылет совершила в небе над Саратовом. В августе 1942 года в группе сбила немецкий бомбардировщик Ju.88, по другим данным, к 10 сентября 1942 года ещё не имела встреч с противником.
В сентябре была переведена в 437-й истребительный авиационный полк (287-я истребительная авиационная дивизия, 8-я воздушная армия, Сталинградский фронт). 14 сентября во втором боевом вылете над Сталинградом сбила бомбардировщик Ju.88 и истребитель Bf.109, по другим данным, 13 сентября она была в группе из 4 человек, сбивших Ju.88 (немецкими документами потеря бомбардировщика не подтверждается). Некоторые историки авиации считают, что лётчиком сбитого Bf.109 оказался немецкий барон, одержавший 70 воздушных побед, кавалер Рыцарского креста лейтенант Ганс Фусс, однако в сводке штаба 102-й ИАД ПВО — единственный сбитый в этот день Bf.109 был указан как победа старшины Гультяева. 27 сентября в групповом воздушном бою с дистанции 30 метров поразила Ju.88.
В это время на капоте самолёта Лидии по её просьбе была нарисована белая лилия, и Литвяк получила прозвище «Белая лилия Сталинграда», и «Лилия» стала её радиопозывным.
Вскоре её перевели в 9-й гвардейский истребительный авиационный полк — своеобразную сборную лучших летчиков, созданную для завоевания превосходства в воздухе. Во время службы в полку в конце декабря 1942 года Литвяк уничтожила неподалёку от своего аэродрома бомбардировщик Do.217. В конце 1942 года она была переведена в 296-й ИАП.
11 февраля 1943 года в воздушном бою сбила 2 самолёта противника — лично Ju.88 и в группе Fw.190, в оперативной сводке штаба 268-й истребительной авиадивизии указан только один сбитый самолёт Ju.87. Вскоре в одном из боёв самолёт Литвяк был подбит, и она вынуждена была приземлиться на территории, занятой противником. Когда немецкие солдаты попытались взять её в плен, один из лётчиков-штурмовиков пришёл к ней на помощь: огнём из пулемётов заставил немцев залечь, а сам приземлился и взял Литвяк на борт.
17 февраля 1943 года Лидия Литвяк получила свою первую боевую награду — орден Красной Звезды.
22 марта в районе Ростова-на-Дону участвовала в перехвате группы немецких бомбардировщиков. В ходе боя ей удалось сбить один самолёт. Заметив шесть истребителей Bf.109, вступила с ними в неравный бой, давая своим боевым товарищам выполнить боевую задачу. В ходе боя была тяжело ранена, но сумела привести повреждённый самолёт на аэродром.
После лечения была отправлена долечиваться домой, но через неделю снова была в полку.
5 мая 1943 года вылетела на сопровождение бомбардировщиков, в ходе боя сбила вражеский истребитель, ещё один сбила через 2 дня (по другим данным, 5 мая не сбила ничего, 7 мая подбила один самолёт).
В конце мая Лидия Литвяк сбила вражеский аэростат — корректировщик артиллерийского огня, который не могли сбить из-за сильного зенитного прикрытия. Она углубилась в тыл противника, а потом из глубины, зайдя против солнца, сбила аэростат. За эту победу она получила орден Красного Знамени.
21 мая 1943 года погиб муж Лидии Литвяк Герой Советского Союза А. Ф. Соломатин.
15 июня Лидия Литвяк сбила Ju.88, а затем, отбиваясь от шести немецких истребителей, сбила один из них.
В этом бою она получила лёгкое ранение и в госпиталь ехать отказалась.
19 июля в схватке с немецкими истребителями Литвяк и её лучшая подруга Катя Буданова были сбиты . Литвяк удалось выпрыгнуть с парашютом, а Буданова погибла. В этот день Лидия Литвяк стала первой женщиной в истории авиации, лично сбившей вражеский истребитель.
В конце июля — начале августа 1943 шли тяжёлые бои по прорыву немецкой обороны на рубеже реки Миус, закрывавшем дорогу на Донбасс. Бои на земле сопровождались упорной борьбой за превосходство в воздухе. 1 августа 1943 года Лидия Литвяк совершила 4 боевых вылета, в ходе которых сбила лично два самолёта противника и один — в группе. Из четвёртого вылета она не вернулась. Обстоятельства её смерти неизвестны, с немецкой стороны ни один лётчик не претендовал на сбитие советского истребителя в этот день в этом районе.
Командир полка представил Лидию Литвяк к званию Героя Советского Союза, но командиром дивизии награда была заменена на орден Отечественной войны I-й степени.
В послевоенные годы однополчане продолжали вести поиски пропавшего лётчика. Найти удалось случайно в братской могиле в селе Дмитровка Шахтёрского района Донецкой области. Её останки были обнаружены местными мальчишками у хутора Кожевня и захоронены 29 июля 1969 года в братскую могилу в селе Дмитровка как «неизвестный лётчик».
В 1971 году в ходе поисковых работ, проводимых поисковым отрядом 1-й школы города Красный Луч, установлено имя, увековеченное на месте захоронения в июле 1988 года.
В ноябре того же года приказом заместителя министра обороны СССР внесено изменение в пункт 22-й приказа Главного управления кадров от 16 сентября 1943 года в отношении судьбы Литвяк: «Пропала без вести 1 августа 1943 г. Следует читать: погибла при выполнении боевого задания 1 августа 1943 г.».
5 мая 1990 года Президент СССР подписал указ о присвоении Лидии Владимировне Литвяк звания Героя Советского Союза посмертно. Медаль «Золотая Звезда» № 11616 была передана на хранение родственникам погибшей героини.

## Послужной список
| Период          | Часть                   | Победы        |
| --------------- | ----------------------- | ------------- |
| 1942            | 586-й ИАП (женский ИАП) | 3             |
| август 1942     | 586-й ИАП (женский ИАП) | 3             |
| сентябрь 1942   | 437-й ИАП 287 ИАД       | 3             |
| 1942            | 9-й гв. ИАП             | 3             |
| 1942            | 296-й ИАП               | 5             |
| 1 августа, 1943 | 73-й гв. ИАП            | Погибла в бою |

## Победы в воздушных боях
| Дата             | Тип сбитого самолёта | Место победы   | На чём летала | Примечания |
| ---------------- | -------------------- | -------------- | ------------- | --- |
| август 1942      | Ju.88 (в группе)     | -              | Як-1          | Согласно наградному листу, на 10 сентября 1942 года Л. Литвяк выполнила 35 боевых вылетов, встреч с противником не имела.                                                                                                   |
| 13 сентября 1942 | Ju.88                | Сталинград     | Як-1          | Заявлена групповая победа совместно с Раисой Беляевой. По немецким документам в этот день ни один Ju.88 потерян не был. |
| 13 сентября 1942 | Bf.109               | Сталинград     | Як-1          | В сводке штаба 102-й ИАД ПВО единственный сбитый в этот день Bf.109 указан как победа старшины Гультяева. |
| 27 сентября 1942 | Ju.88                | Сталинград     | Як-1          | Падение сбитого «Юнкерса» на землю подтвердили с земли. В бою также участвовали Данилов (командир 287-й ИАД), Хвостиков (командир 437 ИАП), Шутов (офицер из 437 ИАП), Дранищев, Беляева.                                   |
| 27 сентября 1942 | Bf.109 (в группе)    | Сталинград     | Як-1          | В бою также участвовали Данилов (командир 287-й ИАД), Хвостиков (командир 437 ИАП), Шутов (офицер из 437 ИАП), Дранищев, Беляева. Падение самолёта не наблюдалось, в немецких документах в этот день потерянных Bf.109 нет. |
| декабрь 1942     | Do-217               | Сталинград     | Як-1          | Архивными документами победа не подтверждена. На Восточном фронте эти самолёты не применялись. |
| 11 февраля 1943  | Ju.87                | Ростов-на-Дону | Як-1          | Победу подтвердил участвовавший в бою командир полка Н. И. Баранов. Наблюдалось падение на землю. |
| 11 февраля 1943  | Fw.190 (в группе)    | Ростов-на-Дону | Як-1          | Сбитый в тот день Fw.190 в документах записан как победа старшего лейтенанта Соломатина. |
| 22 марта 1943    | Ju.88                | Ростов-на-Дону | Як-1          | Из советской сводки следует, что подожжённый Ju.88 упал в районе Ростова-на-Дону. Немцы в этот день не теряли Ju.88. Были атакованы Хейнкели He.111, один подбит.                                                           |
| 22 марта 1943    | Bf.109               | Ростов-на-Дону | Як-1          | Победа не подтверждается данными немецких потерь. |
| 5 мая 1943       | Bf.109               | -              | Як-1          | Сбитый 5 мая Bf.109 ошибочно указан в наградных документах вместо подбитого 7 мая. |
| 7 мая 1943       | Bf.109               | Сталино        | Як-1          | В паре с Мельницким подбит Bf.109, падение не наблюдалось, так как продолжался бой. |
| 31 мая 1943      | Аэростат             | -              | Як-1          | Задание выполнено в одиночку, объявлена благодарность штаба 44-й армии |
| 16 июля 1943     | Ju.88                | -              | Як-1          | Падение не наблюдалось. |
| 16 июля 1943     | Bf.109 (в группе)    | -              | Як-1          | Архивными документами победа не подтверждена. |
| 19 июля 1943     | Bf.109               | Константиновка | Як-1          | Наблюдалось падение сбитого Bf.109. Немцы подтверждают потерю в этот день Bf.109G-4 № 14999 «Белая 7», пилот унтер-офицер Гельмут Ширра.                                                                                    |
| 21 июля 1943     | Bf.109               | -              | Як-1          | Архивными документами победа не подтверждена. |
| 1 августа 1943   | Bf.109 (в группе)    | -              | Як-1          | Совместно с ведущим Домниным и ведомым Евдокимовым. Сбитый Bf.109 упал в 8 км западнее Петровского |
| 1 августа 1943   | Bf.109               | -              | Як-1          | Архивными документами победа не подтверждена. |

Всего боевых вылетов — 168. Данные побед в разных источниках сильно разнятся. Всего побед, по одним данным — 11 (и 3 в группе); согласно представлению к званию Героя Советского Союза — 6 личных побед и 6 в группе; по данным исследователя истории советских ВВС А. А. Симонова — 5 личных побед, 3 в группе и один аэростат. Исследователь истории советских ВВС Михаил Тимин утверждает, что в реальности сбила 1 и подбила 1 самолёт противника.

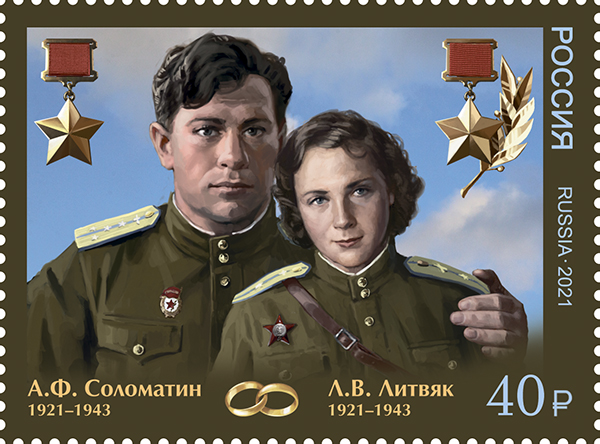
Почтовая марка. 100 лет со дня рождения супругов — Героев Советского Союза: А. Ф. Соломатин (1921—1943) и Л. В. Литвяк (1921—1943)

## Награды
- Герой Советского Союза (5.05.1990, посмертно).
- орден Красного Знамени (22.07.1943)[10].
- орден Отечественной войны I степени (10.09.1943, посмертно).
- орден Красной Звезды (17.02.1943).

## Память

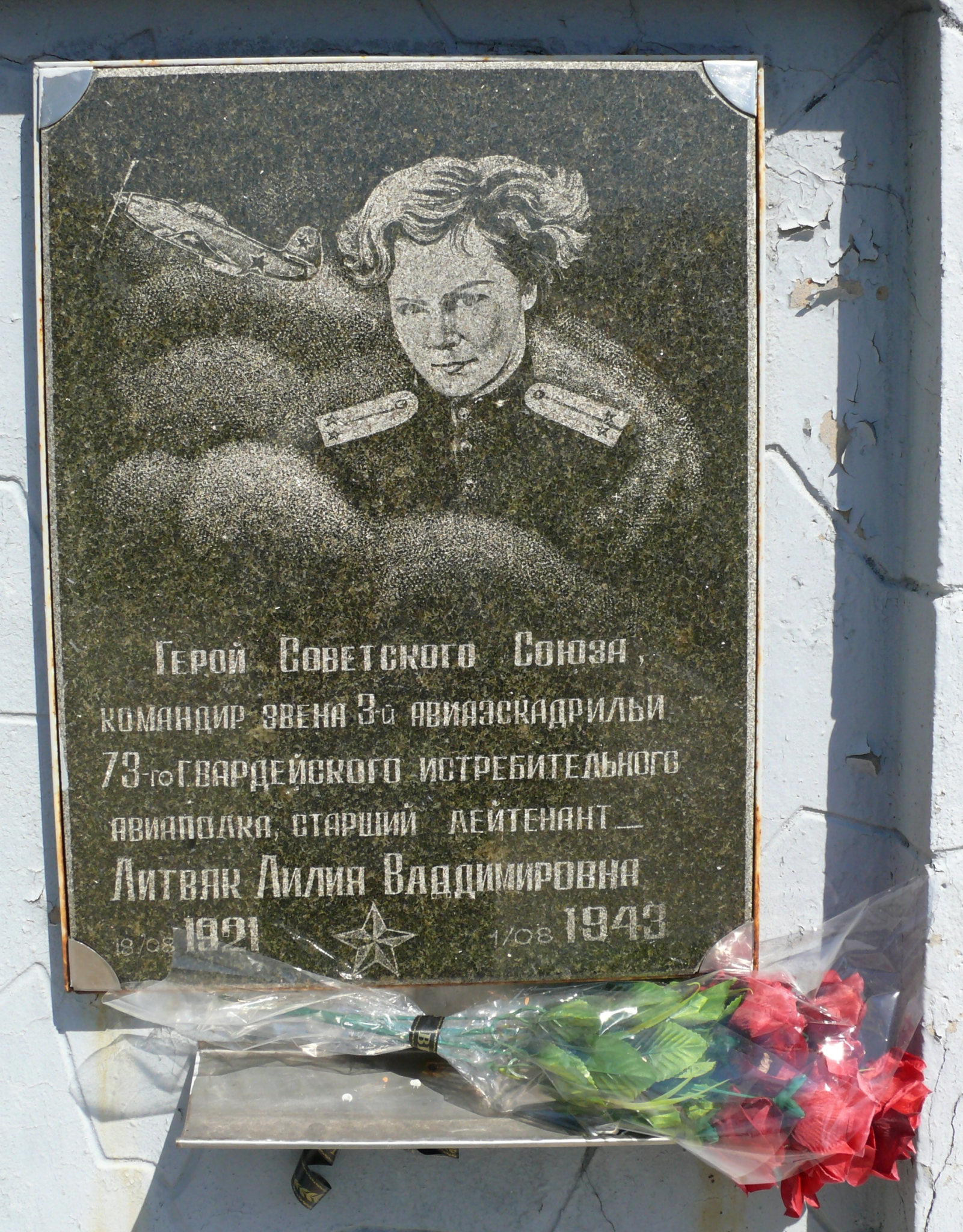
Мемориальная плита на месте захоронения в селе Дмитровка Шахтёрского района Донецкой области.

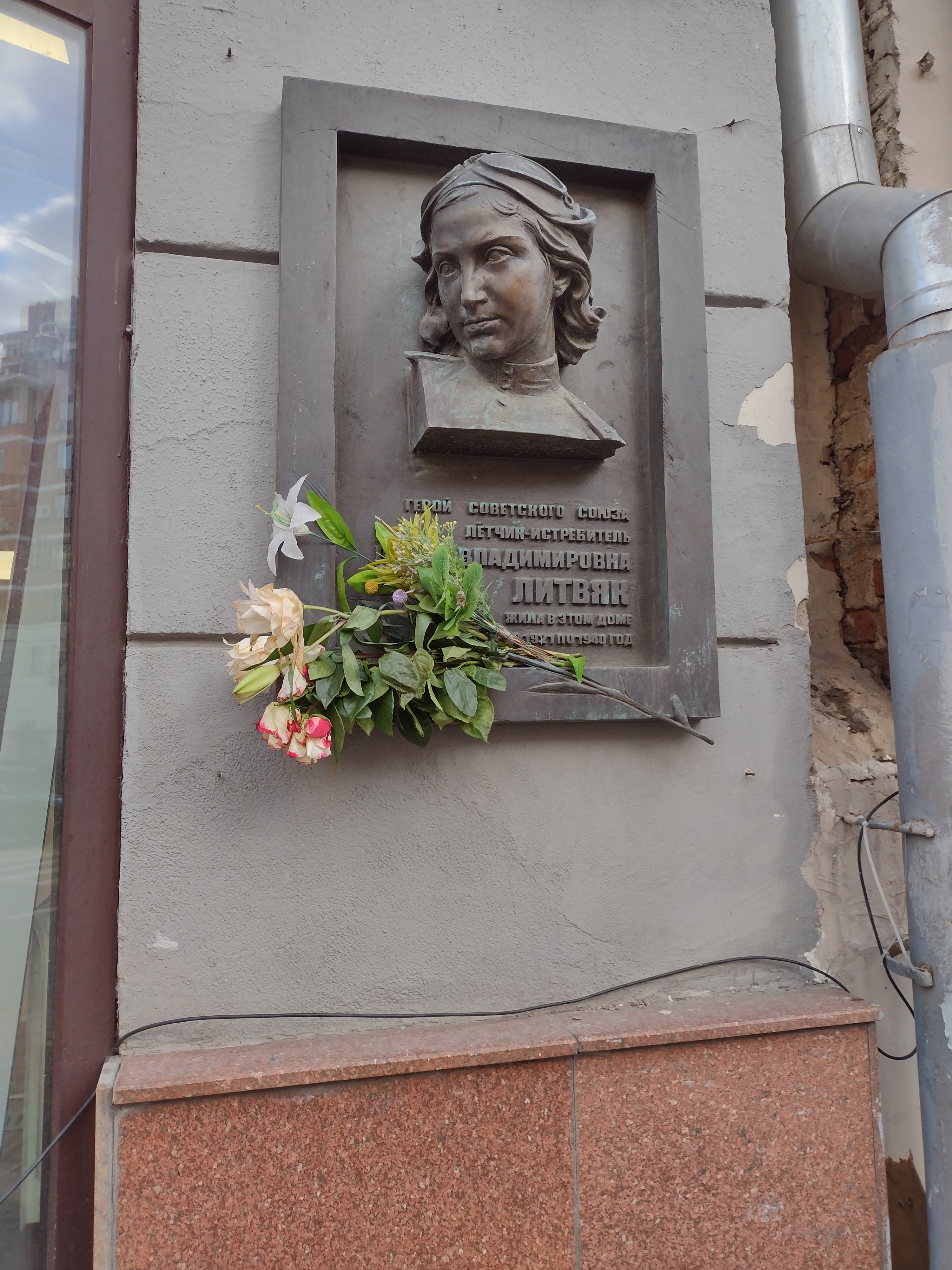
Мемориальная доска в Москве

- Её именем названа улица в городе Красный Луч[18].
- В 1977 году в Центральном сквере города Красный Луч установлен памятник Лилии Литвяк у здания гимназии № 1 имени Лилии Литвяк[19].
- Сборник фронтовых рассказов и повестей «Слово о солдате» — повесть «Любовь» // М.: Издательство ДОСААФ СССР, 1985
- Занесена в Книгу рекордов Гиннесса как женщина-лётчик, одержавшая наибольшее число побед в воздушных боях за всю историю военной авиации.[источник не указан 725 дней]
- В 2018 году в Москве была установлена мемориальная доска на доме 14/19 по Новослободской улице в Москве, где она проживала до войны.[источник не указан 725 дней]
- 21 июля 2019 года на территории авиационного полка Южного военного округа в посёлке Октябрьский Волгоградской области был установлен бюст[20].
- В 2021 году в городе Красный Луч возле мемориала «Самолёт» были установлены бюсты с мемориальными досками Лилии Литвяк и Екатерине Будановой.[источник не указан 725 дней]
- 7 мая 2021 года в почтовое обращение вышла марка, посвящённая Героям Советского Союза супругам А. Ф. Соломатину и Л. В. Литвяк в честь 100-летия со дня рождения.[источник не указан 725 дней]
- 18 августа 2021 года в селе Дмитровка был установлен бюст.[источник не указан 725 дней]

### Фильмы
- Фильм «Дорогами памяти» 1979, ЦСДФ (РЦСДФ), 18 мин. Режиссёр: Е. Андриканис.[источник не указан 725 дней]
- Первый фильм «Лиля» в серии документальных фильмов «Прекрасный полк» посвящён Лидии Литвяк, 2014 год. Режиссёр А. Капков.[источник не указан 725 дней]
- В 2013 году вышел сериал «Истребители» (реж. А. Мурадов). Примером для собирательного образа героини фильма Лидии Литовченко (актриса Е. Вилкова) была Лидия Литвяк.[источник не указан 725 дней]
- В 2008 году вышло аниме «Strike Witches», в котором прототипом героини Сани Литвяк послужила Лидия[21].
- 22 марта 2019 года режиссёр Андрей Шальопа анонсировал[22] фильм о Лидии Литвяк. Съёмки проводятся совместно с режиссёром Кимом Дружининым силами студии «28 панфиловцев»[23].
- В 2022 г. по заказу Ассоциации «Соборная Площадь» был снят документальный фильм о Лидии Литвяк. «Небесная Лилия». Премьера состоялась 7 мая 2022 г. в Государственном бюджетном учреждении города Москвы Социально-реабилитационный центр ветеранов войн и Вооруженных Сил.[источник не указан 725 дней]

### Музыка
- В 2014 году вышла песня «Litvyak» («Литвяк») итальянского исполнителя Gian Piero Milanetti (Джан-Пьеро Миланетти).[источник не указан 728 дней]
- В 2021 году вышла песня «Лётчица» российской исполнительницы Юлии Паршуты.[источник не указан 728 дней]
- В 2022 году вышел сингл «Белая Лилия» российской женской метал-группы «Aella». В 2023 году песня вышла в альбоме «Жизнь происходит сейчас».[источник не указан 728 дней]
- В 2022 году вышла песня «Белая лилия» российской группы «Последний критерий» (г. Самара).[источник не указан 728 дней]
- В 2023 году вышла песня «Белая Лилия» из альбома «Эпоха Империй» российского исполнителя Radio Tapok.[источник не указан 728 дней]